# Темперънс Мувмънт
Темперънс Мувмънт (на английски: The Temperance Movement) е британска блус рок банда, основана от глазгоуеца Фил Кембъл и китаристите Люк Поташник (бивш член на Рустър и Бенс Брадър) и Пол Сейър. Ритъм секцията е представена от бившия член на Джамиракуей, бас-китариста Ник Файф, както и от австралиеца барабанист Деймън Уилсън, който преди това е работил с Рей Дейвис, Уотърбойс и Фийдър. Групата издава Pride, ий-пи, през 2012 г. Дебютният им студиен албум, носещ името на групата, е издаден на 16 септември 2013 г.

## История
Темперънс Мувмънт издават първото си ий-пи, Pride, което вижда бял свят на 10 септември 2012 г. То включва петте песни: Ain't No Telling, Only Friend, Pride, Be Lucky и Lovers & Fighters. Следващата седмица участват в изданието от 2012 г. на Сънфлауър Джем Суперджем в Роял Албърт Хол, където, като откриваща група, изсвирват първите две песни от ийпито. Групата също така прави изпълнения във Фючъррок, в Хъндред Клъб, на Оксфорд Стрийт в Лондон. Това се случва на 9 ноември 2012 г. Те поемат по пътя на своето турне в Обединеното кралство от края на април до началото на май 2013 г. Дебютният им албум, The Temperance Movement, е издаден на 16 септември 2013 г., чрез Иърейк Рекърдс. В него са включени пет парчета от Pride (ийпи), заедно с още седем други песни, които са допълнени с две бонус парчета при покупка на албума от магазина на Айтюнс. На 10 юни 2014 г. Темперънс Мувмънт са поканени да гастролират в Берлин преди изява на Ролинг Стоунс в германския град.

## Състав
- Фил Кембъл – вокали
- Люк Поташник – китара
- Пол Сейър – китара
- Ник Файф – бас китара
- Деймън Уилсън – барабани